# Ameles persa
Ameles persa — один з видів богомолів середземноморського та передньоазійського роду Ameles. Азійський вид, поширений у Вірменії, Ірані, Афганістані.

## Опис
Тіло невелике, самець у довжину 2,9 см, самиця — 2,5 см. Лобний склерит поперечний, часто з двома вертикальними килями. Черевце імаго самиці загинається догори. Самці тендітні, крилаті, завдовжки 3 см. Задні крила самців прозорі, жовтуваті, надкрила повністю покривають черевце. Самиці кремезні, черевце розширене позаду середини, 2,6 см у довжину, крила сильно вкорочені.
Подібний до близького виду Ameles spallanzania, від якого відрізняється меншою та більш поперечною супраанальною платівкою.

## Ареал
Поширений у Вірменії, Ірані, Афганістані. Згадки в літературі щодо присутності виду в Туреччині потребують підтвердження.